# シンクロナイズドスケーティング

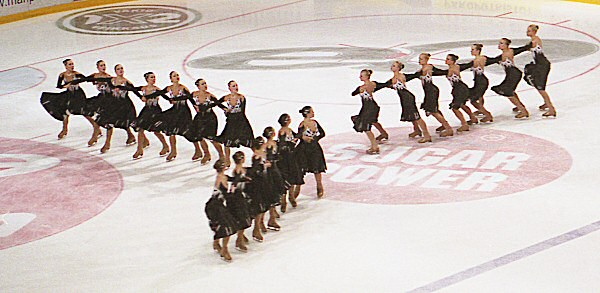
Marigold IceUnity

シンクロナイズド・スケーティング（Synchronized skating）は、フィギュアスケートの一種で氷上におけるシンクロ競技にあたる。男子シングル、女子シングル、ペア、アイスダンスに続く新たな競技として生まれた。1チーム16人で演技を構成する。
発展途上のスポーツであり、2000年3月にアメリカミネアポリスで第1回世界選手権が開かれた。2007年1月のユニバーシアード大会でオリンピックの参考競技として行われた。将来の冬季オリンピック種目入りを目指す新しい競技種目である。

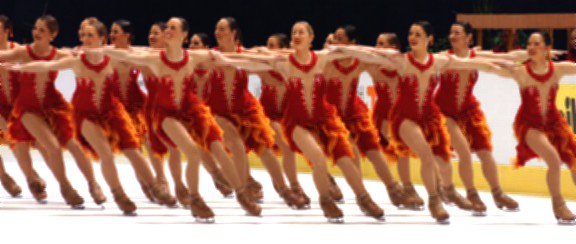
Haydenettes(USA)

## 歴史

### プレシジョン時代
1950年代、アメリカにおいてホッケーの試合の合間に行われたマーチング・バンドのような団体演技が始まりであった。ボストン周辺を中心にチームが増えていった。1954年ミシガン州アナーバーのリチャード・ポーターがホッケーの試合でのエキシビションとして結成したチームが世界で最初のプレシジョンのチームだとされている。1976年、世界で最初のプレシジョンの試合がミシガン州アナーバーで行われ、1984年には38チームが参加して第1回全米選手権大会が行われた。

### シンクロナイズド・スケーティング時代
1988年、国際スケート連盟に正式種目として認められ、国際スケート連盟の技術委員会とともにコーチ委員会がシンクロ競技の発展に大きく貢献した。現在の強豪チームのいくつかはこの時期に結成されたチームである。当時コーチ委員会に所属していたのは、それらの強豪チームのコーチ等であった。シンクロ界を当時から支えているのは、スウェーデン、フィンランド、アメリカ、カナダの4カ国であるといえる。ジャッジやコーチ向けの手引書が国際スケート連盟から頻繁に発行されたのもこの時期であった。そして、各国で国際スケート連盟協賛の国際試合が数多く開かれるようになった。
1996年からは世界選手権開催を視野に入れたワールド・チャレンジ・カップという世界大会が開催されるようになった。2000年に世界選手権が開催されるまで1999年まで4回行われ、現在は同じ名称を冠したジュニアの世界選手権が行われている。
1999年「プレシジョン」から「シンクロナイズド・スケーティング」へと名称が変更され、2000年からは世界シンクロナイズドスケーティング選手権が開催されることとなった。第1回大会はアメリカミネアポリスで開催されている。選手の人数は20名に減り、より滑ることを重視されるようになった。
2000年から2004年まで、プレシジョンらしさを保ち、くるくると変わる隊形の美しさを競っていた黄金期といえる。フリー・スケーティングの規程がさほど厳しくなく自由に演技を作ることが出来た時代である。
2005年から新採点システムを導入した。新採点システムへの変更以前から難易度の基準らしきものは存在しており、国際スケート連盟コーチ委員会による文書も発行されていたが、新採点システムへの変更によりレベル選択による点数への反映がはっきりすることになり、多くのチームが同じようなプログラムを作る傾向にある。また、フリースケーティングへの制約も強いため、SPとFSの違いがよくわからないような事態に陥っていたようにも見える。
- 2000年 - 第 1回世界選手権大会　ミネアポリス（アメリカ）
- 2001年 - 第 2回世界選手権大会　ヘルシンキ（フィンランド）
- 2002年 - 第 3回世界選手権大会　ルーアン（フランス）
- 2003年 - 第 4回世界選手権大会　オタワ（カナダ）　　　　　　　　16カ国21チーム出場
- 2004年 - 第 5回世界選手権大会　ザグレブ（クロアチア）　　　　　18カ国23チーム出場
- 2005年 - 第 6回世界選手権大会　イヨテボリ（スウェーデン）　　　15カ国20チーム出場
- 2006年 - 第 7回世界選手権大会　プラハ（チェコ共和国）　　　　　16カ国21チーム出場
- 2007年 - 第 8回世界選手権大会　ロンドン（カナダ）　　　　　　　17カ国22チーム出場
- 2008年 - 第 9回世界選手権大会　ブダペスト（ハンガリー）　　　　18カ国23チーム出場
- 2009年 - 第10回世界選手権大会　ザグレブ（クロアチア）　　　　  18カ国23チーム出場
- 2010年 - 第11回世界選手権大会　コロラドスプリングス（アメリカ）18カ国23チーム出場

### 日本における歴史

#### 東京女子体育大学クラブ
現在の東京女子体育大学クラブの母体である東京女子体育大学フィギュア・スケート部は今から約40年前の1967年に発足した。1985年にアメリカの「Skating」という雑誌に掲載されていたプレシジョン競技の記事に大森監督が感銘を受け、アメリカよりルールブックを取り寄せ翻訳し、シンクロ・スケートのチームを結成した。発足の翌々年の1987年には第3回レイクプラシッド国際プレシジョン・スケーティング競技大会（アメリカ）に出場し、特別賞を受賞している。1987年以降、2000年に世界選手権が開催されるまでワールド・チャレンジ・カップも含め多くの国際試合に出場している。2008年の全日本選手権ではチーム名「東京シンクロ」として出場した。

#### 神宮外苑スケートリンク　シンクロクラブチーム 「神宮IceMessengers」
かつて東京女子体育大学チームのコーチをしていた志尾佳津子コーチが神宮のチームのコーチをしている。
2005年4月から大人向けのクラスを開講しており、発表会などに出演している。
2006年全日本シンクロナイズド・スケーティング選手権大会では、東京女子体育大学クラブを制して優勝の座を奪い取り、世界選手権に出場した。しかし翌2007年には再び奪回されてしまう。

#### 関西シンクロLOVERS
2008年に開催された全日本選手権大会に初出場。コーチは東京女子体育大学クラブで選手として活躍した岩崎美佐。京都大学や関西地域の選手たちとともにチームを結成し、2007年8月に開催されたTBS主催「アイスガールズ」に出演。以来関西でのシンクロ熱を盛り上げる立役者である。

#### 日本シンクロナイズドスケーティングクラブ
2008年初夏に、スウェーデンで活躍していた金メダリストの星野有衣子が現役引退を期に日本に帰国し、早稲田大学の教授らとともに設立された。シニアチーム、Team GRACEが川越を中心に練習を始めている。
2009年6月に発展的に解散、8月から神宮アイスメッセンジャーズと合併した、新チームで神宮アイススケート場を拠点に活動。

### 参加国

#### カテゴリ：シニア
- アメリカ……2004、2005、2006
- イギリス……2004、2006
- イタリア……2004、2005、2006
- オーストラリア……2004、2005、2006
- オーストリア……2004、2005、2006
- オランダ……2004
- カナダ……2004、2005、2006
- クロアチア……2004、2005、2006
- スイス……2004、2005、2006
- スウェーデン……2004、2005、2006
- チェコ共和国……2004、2005、2006
- ドイツ……2004、2005、2006
- 日本……2004、2005、2006
- ハンガリー……2004、2005、2006
- フランス……2004、2005、2006
- フィンランド……2004、2005、2006
- 南アフリカ共和国……2004
- ロシア……2004、2005、2006

## 競技概要

### チーム構成
国際スケート連盟の定める規定によると、世界大会はシニアとジュニア、2つのカテゴリにおいて行われる。試合直前の7月の時点での年齢が14歳以上の選手からなるシニア・チームによる世界選手権と12歳以上19歳未満の選手からなるジュニア・チームによるワールド・チャレンジ・カップの2つの試合が毎年行われる。世界大会では、チームは16名の正選手、4名の補欠選手の合計20名で構成されねばならないとされている。チーム内の男女比に関する制約は特にない。国際ルールとしては定められていないが、慣例としてキャプテンはどのチームにも存在する。しかし、サッカーや野球のようにポジションという概念や役割は存在しない。また、選手以外のチーム構成員として、必ずしも必要ではないが慣例として大体のチームにコーチ、アシスタント・コーチ、マネージャー、トレーナーといったスタッフが付いている。

### 演技構成
国際スケート連盟の定める規定によると、国際スケート連盟主催の国際試合に参加する資格を持つ次の2つのカテゴリ（シニア、ジュニア）のチームは、ショート・プログラムとフリー・スケーティングという2つの演技を行わねばならず、それらの得点の合計点によって順位が定められる。

#### ショート・プログラム（SP）
チームが選んだ音楽に合わせて2分50秒以内で細かく定められた8つの要素を行う、合唱祭で言う課題曲のようなものであり、近年の傾向として、スピンやステップ・シークエンスなどのシングル的な要素と、腕をつないで行ういわゆるシンクロ的な要素が半々含まれる構成を要求されている。

#### フリー・スケーティング（FS）
チームが選んだ音楽に合わせて、4分30秒（±10秒）で定められた12個の要素をバランスよくつなぎ合わせた自由曲のようなものであり、リフトやジャンプなどより幅広い演技展開を許される。演技時間はシニア男子シングル並みである。

### シンクロ用語解説

#### 要素
シンクロ・スケートは、隊形や技によって次の要素に分けられる。大きく分けて、シンクロ初期から存在するシンクロ5大要素と近年新しく出来たシングル的要素の2種類がある。
シンクロ5大要素とは、全員で円の形を作る「サークル(CIRCLE…略記C)」、3列以上の箱型の形を作る「ブロック(BLOCK…略記B)」、2列以下の列を作る「ライン（LINE…略記L)」、中心点を軸に回転する動作をする「ホイール(WHEEL…略記W)」、一部の選手が残りの選手の間を通り抜ける「インターセクション(INTERSECTION…略記I)」の5つであり、選手がつないで滑ることを基本的には要求される。
シングル的要素は、全員で同じポジションのスピンを、回転をあわせて行うことを要求される「スピン(SPIN…略記SP)」、全員でリンクの端から端まで同じステップを行う「ノー・ホールド・ステップ・シークエンス(NO HOLD STEP SEQUENCE…略記NHSS)」、スパイラルや、イナ・バウアー、スプレッド・イーグルといったフリー・スケーティング動作を行う「ムーブス・イン・ザ・フィールド(MOVES IN THE FIELD…略記MF)」、チームの半数以下の小部隊に分かれてジャンプやリフトなどを行う「ムーブメント・イン・アイソレーション(MOVEMENT IN ISOLATION…略記MI)」の4つがある。
要素を行ったと認められるには、それぞれの要素にポイントがあり、それをクリアせねばならない。ウィールであれば回転数や、回転方向変化の有無、ブロックであれば隊形を保っての氷面利用距離が問題となる。

#### トランジション
要素をつなぎ合わせることでシンクロの演技は完成するが、要素と要素の間の隊形変化や工夫されたつなぎをトランジションと呼ぶ。所要時間や、スムーズさ、見た目等がポイントであり、最も作り手の演技構成力や、選手の演技の理想を理解する力が問われる部分である。
例えば、一列のラインから一個円のサークルに隊形変化する際に、何パターンもの方法が考えられるが、ライン終了時にリンクにいる位置・スピード、円の回転方向、人の配置を最適にする方法を選び出す作業が必要になる。先頭と尻尾では役割が異なるうえに、シンクロ歴の違いが同じ構成でも異なる現象を引き起こす。そういった意味では、シンクロ競技はシングルやペアよりもトランジションに多くの注意を払う種目である。

#### ホールド
腕のつなぎ方には基本的に、ショルダー、エルボ、ハンド（リスト）、ノー・ホールドの4種類が存在する。そのホールドを行ったと認められるためには、全員がショルダーなら肩で、エルボなら肘で必ずつないでいなければならない。数人が中途半端になるだけでそのホールドを実行したとは認められなくなる。この違いは隊形の大きさに影響するため、ある隊形を維持している間に全員のホールドが一定に保たれていることや、ホールドの変化によって隊形の大きさが変化することを要求される。
つなぐ位置は上記の4種類だが、肘でつないでおいて肘で腕を曲げるなどのバリエーションが数多くある。また、腰でつないだり、エッジをつかんだり、といったつなぎ方もあり、まだまだ開拓の余地がある。チームによって右腕が前であったり、左腕が前であったり、小指を絡ませたりなどの細かい違いがある。
シニアのショート・プログラムにおいては3種類、シニアのフリー・スケーティングにおいては4種類のホールドを明らかに行うことを要求される。

#### 構成・配置
音楽、要素の順番、トランジションの仕方が決まると次に定めなければならないのは、人の配置である。選手の得手不得手、シンクロ歴、身長、体重を考慮し、最初から最後まで問題なく配置することが必要である。時には配置を最適化するためにトランジションの仕方を変更することも有り、演技構成や配置を考える際に、何を重視して最適だと思われるものを作り上げるかは大きな課題である。

### ジャッジ・システム
システムの大枠は、シングルやペア等と同じで、ショート・プログラムの得点とフリー・スケーティングの得点との総合点で最終順位が決まる。各演技の得点は、BASE VALUE（BV）とGrade Of Execution（GOE）によるTotal Element Score と Total Program Component Scoreと減点分を合わせたもの。オリンピックでの不正疑惑以来、採点システムが変容してきているが、今回紹介するのは変更後の新しい採点システムについてである。

#### 採点関連役員
採点に関わる役員として、レフェリー、アシスタント・レフェリー・アイス、最多で12名のジャッジ、テクニカル・コントローラ（TC）とテクニカル・スペシャリスト（TS）、アシスタント・テクニカル・スペシャリスト（ATS）、データ・オペレータ、リプレイ・オペレータ、テクニカル・デリゲイトが必要。モニターや特殊なコンピュータ・ソフトを用いるため、データ・オペレータやリプレイ・オペレータといったスタッフが必要だが、得点に直接関係するわけではない。

#### 役員の役割
得点に直接反映する役割を担う役員は次の通り。レフェリーは、衣装・化粧に関する違反や、ホールドの数、演技時間に関する違反をチェックし、減点を行う。テクニカル・スペシャリストは、演技中に実際何が行われたかを判断し、テクニカル・コントローラはスペシャリストの判断が正しいかどうかのチェックを行う。転倒や必須事項が守られていない事項、違反事項についての減点は、スペシャリストとコントローラによって行われる。ジャッジは、演技中に実行された要素の難易度よりも質を見ており、それはゼロを中心とした±3段階のトータル7段階評価（GOE）で与えられる。

#### 採点の流れ
チームより提出されるProgram Content Sheet （予定演技要素一覧）を参考に、テクニカル・スペシャリストとテクニカル・コントローラは公式練習から各チームの演技をチェックし始める。実際本番の演技で各要素の必須事項が守られ、確実に実行されていれば、ルールの解釈の違い等によるプログラム構成上の致命的なミスがない限り、Program Content Sheet の申請通りのBase Valueが、テクニカル・スペシャリストとテクニカル・コントローラによって与えられることになる。Base Valueは、各要素に1つずつ与えられる値であり、難易度の高いものほど大きな値が定められている。最多で12名のジャッジは、各要素に対しその出来栄えを7段階評価で採点する。この2つの採点結果を組み合わせることで、Total Element Scoreが算出される。また、ジャッジはProgram Componentと呼ばれる芸術面の採点を5つのカテゴリに分けて行う。スケーティング技術の特性、トランジションの特性、パフォーマンス/エクセキューションの特性、振付/構成の特性、表現/タイミングの特性について、それぞれ10点満点、0.25刻みで評価する。平均が各カテゴリの点数となる。ショート・プログラムは、課題をこなせているかがポイントとなるので、各カテゴリの点数を足したものに0.8を掛けた点数がTotal Program Component Scoreとなり、フリー・スケーティングは、各カテゴリの点数を足したものに1.6を掛けた点数がTotal Program Component Scoreとなる。後はレフェリーとテクニカル・コントローラによって減点が計算され、全てを足し合わせることで、SP、FSそれぞれの点数が算出されることになる。

### プロトコル

#### 概要
競技会が終わるごとにプロトコルと呼ばれる最終結果と競技会の基礎データをまとめたものがCD-ROMや冊子といった形で各チーム、全参加国スケート連盟に配布され、インターネット上に公表される。パスワードなどもなく一般の人々が自由に閲覧できるようになっている。記載内容は、場所や日時、リンクの種類、氷の状態、ジャッジ団の構成、上位3位までのチームのチーム・メンバーの名前とチーム・キャプテン名、チームの写真といった競技会の一般的な事項と、JUDGES DETAILS PER TEAMと呼ばれる各チームのSP・FSそれぞれの最終結果。

#### JUDGES DETAILS PER TEAM
JUDGES DETAILS PER TEAMとは、SP、FSそれぞれに1つずつ与えられる採点詳細表。総合点を見ることで順位を知ることは出来るが、JUDGES DETAILS PER TEAMを読むことで何故その点数が与えられたのかを知ることが出来る。旧採点では採点規準が不明瞭であるという印象が大きかったが、採点ルールの知識とそれなりの経験さえあれば誰でも見定めることの出来る、客観的判断によって定まる実行内容に対し、スケートの知識の豊富なジャッジ団によってそれらの実行内容の出来が評価される、という発想に基づく新たな採点システムは、一先ずは観るものを納得させることに成功したといえるだろう。また、旧採点であれば特定の持ち味を持っていれば世界で勝負することができたが、現行のシステムにおいてはあらゆる技術を満遍なく評価対象とするため、競技者の能力を多方面に発揮させる結果となりつつある。